# Ishihara Yoshirō
Ishihara Yoshirō (japanisch 石原 吉郎; geboren 11. November 1915 auf der Izu-Halbinsel (Präfektur Shizuoka); gestorben 14. November 1977) war ein japanischer Dichter.

## Leben und Wirken
Ishihara Yoshirō war Absolvent der „FremdsprachenSchule Tokyo“ (東京外国語学校, Tōkyō gaikoku gakkō), der heutigen „Fremdsprachen-Universität Tokyo“. 1939 wurde er eingezogen. Im  Pazifikkriegs geriet er 1945 in sowjetische Gefangenschaft. Er wurde zu einer Arbeitsstrafe von 25 Jahren verurteile, kam aber im Rahmen einer Sonderamnestie 1953 frei.
Um diese Zeit begann Ishihara zu dichten, sein Erstlingswerk, die Gedichtsammlung „Rosinante“ erschien. Er war der letzte, den man zur Gruppe um „Arechi“ zählen kann. 1964 gewann er den „Herr H-Preis“ (H氏賞) für „Sancho Pansas Heimkehr“ (サンチョ・パンサの帰郷, Sancho Pansa no kikyō) 1963. Die sibirische Erfahrung ist als lebenslanges Motiv zu einem Bezugspunkt geworden.
Seine Gedanken formulierte er als Christ tiefgründig und extrem knapp in den Gedichtsammlungen „Suijun genten“ (水準原点) – „Nullpunkt des Niveaus“ 1972, „Reisetsu“ (礼節) – „Etikette“ 1974 usw. Zu seinen Kritiksammlungen gehören „Nichijō e no kyōsei“ (日常への強制) – etwa „Gezwungen zum Alltagsleben“ 1970, „Bōkyō to umi“ (望郷と海) – „Heimweh und das Meer“ 1972, für die er den „Tōson-Gedächtnispreis“ erhielt, und „Dannen no umi kara“ (断念の海から) – etwa „Vom Meer der Entsagung aus“ 1976, die eine tiefe und einzigartige Spur in der Nachkriegspoesie hinterlassen haben.